# 46664
46664 – seria koncertów charytatywnych na cześć Nelsona Mandeli organizowanych w latach 2003–2008. Dochód z koncertów został przeznaczony na walkę z HIV/AIDS w Afryce.
Gdy Mandela został osadzony po raz drugi w więzieniu na wyspie Robben w 1964 roku był na ten rok 466 więźniem więc otrzymał numer więzienny 466/64. Zachował go aż do 1982 roku, kiedy to został przeniesiony do więzienia Pollsmoor gdzie otrzymał nr 220/82. „Więzień 46664” pozostał używany jako tytuł dla niego także po opuszczeniu więzienia. Na krótko przed śmiercią Joe Strummer oraz Bono napisali piosenkę 46664 zadedykowaną Mandeli w ramach kampanii na rzecz walki z Aids w Afryce.

## Koncerty zorganizowane w ramach akcji
- Cape Town, RPA (29 listopada 2003)
- George, RPA (19 marca 2005)
- Madryt, Hiszpania (29 kwietnia 2005)
- Tromsø, Norwegia (11 czerwca 2005)
- Johannesburg, RPA (1 grudnia 2007)
- Londyn, Wielka Brytania (27 czerwca 2008)